# Edmond Mortimer (1376-1409)
Pour les articles homonymes, voir Edmond Mortimer.
Edmond Mortimer, né le 10 décembre 1376 et mort en 1409, est un noble anglais qui a joué un rôle important dans la révolte d'Owain Glyndŵr et de la Famille de Percy. Il était lié à de nombreux membres de la famille royale anglaise, sa mère Philippa étant la petite-fille d'Édouard III.

## Biographie

### Jeunesse

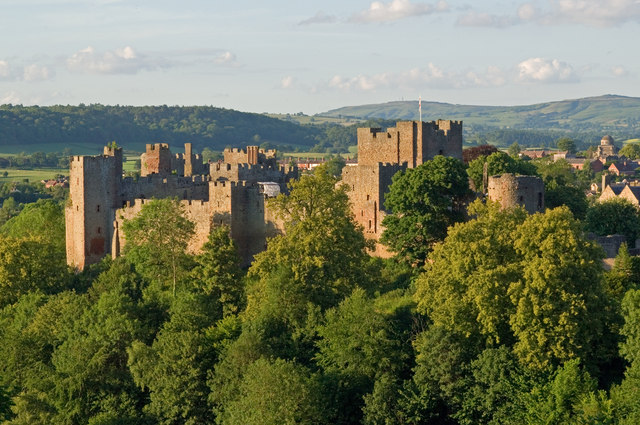
Le château de Ludlow, lieu de naissance d'Edmond Mortimer

Edmond est né au château de Ludlow dans le Shropshire. Il est le second fils d'Edmond Mortimer (3e comte de March), et de Philippa de Clarence. Par sa mère il était l'arrière-petit-fils du roi Édouard III, mort quelques mois après sa naissance. Il avait un frère aîné, Roger Mortimer (4e comte de March), et deux sœurs, Elizabeth, qui épousa Henry 'Hotspur' Percy, et Philippa, qui épousa d'abord John Hastings, 3e comte de Pembroke, puis Richard FitzAlan (4e comte d'Arundel), et enfin Sir Thomas Poynings.
Edmond avait un train de vie assez confortable, notamment par l'héritage de son père, mort en 1381.
Edmond était un fervent soutien de son cousin, Henri Bolingbroke, plus tard accédant au trône sous le nom d'Henri IV, bien que lui et son frère Roger aient une meilleure revendication au trône car ils étaient les petits-fils de Lionel d'Anvers, le second fils d'Édouard III, alors que le père de Bolingbroke, Jean de Gand, n'était que le troisième fils du roi Edouard.
Lorsque son frère Roger fut tué lors d'une escarmouche à Kells en Irlande le 20 juillet 1398, Edmond devint responsable de la protection des intérêts du fils de Roger, Edmond Mortimer (5e comte de March), qui devint héritier du trône du roi Richard II.

### Capture et entente avec Owain Glyndŵr
Edmond Mortimer et son beau-frère Harry Hotspur combattirent au nom d'Henri IV contre les Gallois menés par Owain Glyndŵr. Cependant, à la bataille de Bryn Glas le 22 juin 1402, Mortimer fut battu, et fait prisonnier.
Le roi Henri soupçonna Mortimer de s'être rendu à Glyndŵr de plein gré. Il refusa de payer sa rançon et ordonna alors la confiscation de ses biens. Mortimer prêta alors allégeance à Glyndŵr. Le 30 novembre 1402, il épousa la fille de Glyndŵr, Catrin, et le 13 décembre, proclama avoir rejoint Glyndŵr afin de faire de son neveu, le jeune Edmond (alors emprisonné par Henri IV), le véritable roi d'Angleterre.
À l'été 1403, les Percy se rebellèrent et prirent les armes contre le roi. Hotspur et son oncle, Thomas Percy (1er comte de Worcester), se dirigèrent vers le Cheshire avec leurs armées. Cependant, le père d'Hotspur, Henry Percy (1er comte de Northumberland), mit du temps à mobiliser ses troupes pour qu'elles puissent faire jonction avec celles de son fils. Hotspur et Worcester rencontrèrent l'armée d'Henri IV à la bataille de Shrewsbury le 21 juillet 1403, sans l'assistance de Northumberland. Ils furent vaincus ; Hotspur fut tué tandis que Worcester fut capturé et exécuté.
L'alliance de Glyndŵr et de Mortimer avec les Percy survécut au désastre de Shrewsbury. En février 1405, Glyndŵr, Mortimer, et Northumberland signèrent l'Endenture tripartite, dans laquelle ils se partageaient le royaume d'Angleterre. Mortimer devait recevoir le sud de l'Angleterre. Cet accord eut lieu au même moment qu'une tentative de libération du jeune comte de March ainsi qu'un soulèvement de Northumberland à York.
Cependant, à partir de 1406, les attaques de Glyndŵr étaient beaucoup moins couronnées de succès. Edmond Mortimer mourut en 1409, probablement lors du siège de la place forte de Glyndŵr, le château de Harlech par Henri de Monmouth, fils d'Henri IV.
Edmond Mortimer et son épouse Catrin eurent un fils, Lionel, mort jeune, et trois filles. Après la mort de Mortimer le roi Henri IV emprisonna Catrin et ses filles à Londres. En 1413, Catrin et deux de ses filles furent enterrées à Cannon Street.

## Description par Shakespeare
Les événements de la vie d'Edmond Mortimer furent dépeints par William Shakespeare dans ses pièces Henry IV (première partie) et Henry VI. Dans les pièces, Shakespeare fusionna en un seul personnage Edmond Mortimer et son neveu du même nom.